# ایمان الیوت
ایمان الیوت (انگلیسی: Emun Elliott؛ زاده ۲۹ نوامبر ۱۹۸۳) یک هنرپیشه اسکاتلندی است که برای ایفای نقش دکتر کریستین کینگ در پارادوکس، ریچی در سه نفره، جان موری در بهشت و کنی در فیلم گناه شناخته شده‌است.
الیوت در ادینبرا، اسکاتلند با نام ایمان محمدی به دنیا آمد. پدرش ایرانی‌تبار و مادرش اسکاتلندی است. او در دادینگستون، پورت‌اوبلو (ادینبرا) بزرگ شد و قبل از شروع تحصیل در ادبیات انگلیسی و فرانسه در دانشگاه آبردین، در مدرسه جورج هریوت تحصیل کرد. او پس از یک سال دانشگاه را رها کرد، و به آموزش در آکادمی سلطنتی اسکاتلند موسیقی و نمایش رفت.
از فیلم‌های که وی در آن نقش داشته‌است، می‌توان به مرگ سیاه (۲۰۱۰)، مزارع توت فرنگی (۲۰۱۱)، کثافت (۲۰۱۳)، صدف اسکاتلندی (۲۰۱۵)، ۶ روز (۲۰۱۷)، این را به زنبورها بگو (۲۰۱۸) و اولد (۲۰۲۱) اشاره کرد.